# Kyūshū K11W
Chiếc Kyūshū K11W Shiragiku (白菊, "Bạch cúc") do hãng Kyūshū Aircraft Company chế tạo là một máy bay huấn luyện ném bom đặt căn cứ trên đất liền, đã phục vụ cho Hải quân Đế quốc Nhật Bản trong những năm sau của Thế Chiến II. Như được chỉ định bởi tên được đặt: "máy bay huấn luyện đội bay trên không" (機上作業練習機), nó được thiết kế để huấn luyện các đội bay các thiết bị sử dụng trong ném bom, dẫn đường và liên lạc cũng như kỹ thuật dẫn đường. Có tổng cộng 798 chiếc K11W đã được chế tạo, bao gồm một số ít thuộc phiên bản K11W2 chống tàu ngầm và máy bay vận tải kèm theo phiên bản huấn luyện K11W1. Những máy bay này cũng được sử dụng trong các phi vụ Thần phong (kamikaze) trong giai đoạn cuối cùng của trận chiến Thái Bình Dương.
Chiếc máy bay có một thiết kế cánh đóng giữa đơn giản. Đội bay bao gồm phi công và xạ thủ súng máy/điện báo viên ngồi nối tiếp nhau trong buồng lái; trong khi huấn luyện viên, học viên ném bom và học viên hoa tiêu ngồi trong khoang dưới thân phía sau cánh.
Khung máy bay K11W cũng sử dụng làm căn bản để phát triển chiếc máy bay tuần tra chống tàu ngầm Q3W1 Nankai (南海, "Nam Hải"), nhưng dự án đã không được phát triển tiếp tục. Đó là một phiên bản mở rộng, và giống như chiếc K11W, có bộ càng đáp xếp được.

## Các phiên bản
K11W1Phiên bản máy bay huấn luyện ném bom, có cấu trúc toàn kim loại với các bề mặt điều khiển bay phủ vải.
K11W2Phiên bản máy bay chống tàu ngầm và máy bay vận tải, có cấu trúc toàn bằng gỗ.
Q3W1 NankaiDự án máy bay tuần tra chống tàu ngầm.

## Các nước sử dụng
Nhật Bản
- Hải quân Đế quốc Nhật Bản

## Đặc điểm kỹ thuật (K11W1)

### Đặc tính chung
- Đội bay: 05 người
- Chiều dài: 10,24 m (33 ft 7 in)
- Sải cánh: 14,98 m (49 ft 2 in)
- Chiều cao: 3,93 m (12 ft 11 in)
- Diện tích bề mặt cánh: 30,50 m² (328,3 ft²)
- Trọng lượng không tải: 1.677 kg (3.697 lb)
- Trọng lượng cất cánh tối đa: 2.800 kg (6.173 lb)
- Động cơ: 1 x động cơ Hitachi GK2B Amakaze 21 9 xy lanh bố trí hình tròn, công suất 515 mã lực (384 kW), vận hành bộ cánh quạt hai cánh bằng gỗ có góc cánh cố định.

### Đặc tính bay
- Tốc độ lớn nhất: 230 km/h (143 mph)
- Tốc độ bay đường trường: 175 km/h (109 mph)
- Tầm bay tối đa: 1.760 km (1.093,6 mi)
- Trần bay: 5.620 m (18.438 ft)

### Vũ khí
- 1 x súng máy 7,7 mm di động hướng ra phía sau
- 2 x bom 30 kg dùng trong huấn luyện, hoặc
- 1 x bom 250 kg dùng trong phi vụ cảm tử

## Nội dung liên quan

### Trình tự thiết kế
K3M - K5Y - K11W

### Danh sách liên quan
- Danh sách máy bay trong Chiến tranh Thế giới II
- Danh sách máy bay chiến đấu
- Danh sách máy bay quân sự Nhật Bản